# 国立病院機構宮崎東病院
独立行政法人国立病院機構宮崎東病院（どくりつぎょうせいほうじんこくりつびょういんきこうみやざきひがしびょういん）は、宮崎県宮崎市にある医療機関。独立行政法人国立病院機構が運営する病院である。旧国立療養所宮崎東病院。宮崎市の赤江地域自治区に位置し、宮崎空港からも程近い位置にある。政策医療分野における呼吸器疾患（結核含む）及び神経・筋疾患の専門医療施設であり、宮崎県の神経難病対策においては、宮崎県重症難病医療ネットワーク医療機関の拠点病院（中心機関）として、県内に10ある基幹協力病院とのネットワークを形成している。

## 沿革
- 1939年 - 傷痍軍人宮崎療養所として発足。
- 1957年3月 - 国立赤江療養所となる。
- 1980年4月 - 国立療養所宮崎東病院に改称。
- 2001年1月6日 - 厚生労働省に移管。
- 2002年7月1日 - 国立療養所日南病院と統合、国立療養所宮崎東病院として発足[注釈 1]。
- 2004年4月1日 - 現名称に改称。

## 診療科
- 内科／腫瘍内科
- 呼吸器科
- 外科・呼吸器外科
- 小児科
- 児童精神科
- 神経内科
- 専門外来

## 医療機関の指定等
- 保険医療機関
- 救急告示医療機関
- 労災保険指定医療機関
- 指定自立支援医療機関（育成医療・精神通院医療）
- 身体障害者福祉法指定医の配置されている医療機関
- 生活保護法指定医療機関
- 結核指定医療機関
- 戦傷病者特別援護法指定医療機関
- 原子爆弾被害者一般疾病医療取扱医療機関
- 公害医療機関
- 小児慢性特定疾患治療研究事業委託医療機関
- 第二種感染症指定医療機関

## 周辺施設
- 宮崎県立赤江まつばら支援学校

## 交通アクセス
- 宮崎交通の路線バス国立東病院行で終点下車。
- 宮崎空港駅より徒歩10分。